# Список умерших в 1331 году
В этой статье представлен список известных людей, умерших в 1331 году.
См. также: Категория:Умершие в 1331 году

## Январь
- 11 января — Пшемысл Глоговский — Князь Глогува (1318—1331)
- 14 января — Одорико Порденоне — один из самых знаменитых путешественников средневековья, посетивший Индию, Суматру и Китай. Святой римско-католической церкви.

## Февраль
- 11 февраля — Николас фон Кесселхут[нем.] — епископ Вердена (1312—1331)

## Март
- 1 марта — Елена (Олена) — великая княгиня-инокиня, первая жена князя Московского и Великого князя Владимирского Ивана I Калиты.
- 27 марта — Ги VII — виконт Лиможа (1314—1317), граф Пентьевра (1312—1331)
- Пьер д’Аррабле[нем.] — кардинал-епископ Порто-Санта Руфина (1328—1331), канцлер Франции (1316—1317)

## Апрель
- 9 апреля — Кунигунда Польская — дочь короля Польши Владислава I Локетека, княгиня-консорт Свидницкая (1322—1326) как жена Бернарда Свидницкого, герцогиня-консорт Саксонии (1328—1330), как жена Рудольфа I
- 17 апреля — Роберт де Вер (73) — 6-й граф Оксфорд (1296—1331).
- 18 апреля — Ранульф де Невилл — барон Невилл из Рэби (1282—1295), первый барон Невилл из Рэби (1295—1331).

## Май
- 12 мая — Энгелберт фон Эдмонт[англ.] — австрийский религиозный писатель
- 23 мая — Иоганн I Пфефферхард[нем.] — епископ Кура (1325—1331)

## Июнь
- Филипп[англ.] — деспот Романии (1319—1331)

## Август
- 3 августа — Оттон II Вольденбергский[нем.] — князь-епископ Хильдесхайма (1319—1331)
- Арно де Пеллегру[англ.] — французский кардинал-дьякон de S. Maria in Portico Octaviae (1305—1331)
- Абу Саид Усман II — маринидский султан Марокко (1310—1331)

## Сентябрь
- 28 сентября — Гильом де Три[фр.] — епископ Байё (1312—1324), архиепископ Реймса (1324—1331)

## Октябрь
- 6 октября:
  - Жанна де Дивион — французская авантюристка, дочь дворянина из кастелянства Бетюн; была обвинена в подлоге – составлении фиктивных документов для тяжбы из-за графства Артуа и сожжена заживо;
  - Иоганн II фон Бокхолт[нем.] — епископ Шлезвига (1308—1331).
- 16 октября — Деодато Орланди — итальянский художник.
- 17 октября — Жерар де Куртонн[фр.] — епископ Суассона (1313—1331)
- 27 октября — Абу-ль-Фида (57) — арабский историк и географ из курдского рода Айюбидов, эмир Хамы (Сирия) (1310—1331).

## Ноябрь
- 11 ноября — Стефан Урош III Дечанский — король Сербии (1322—1331)
- 18 ноября — Вильгельм I[нем.] — граф Катценельбогена (1276—1331)

## Декабрь
- 16 декабря — Эдмунд де Мортимер — 1-й барон Мортимер (1331).
- 26 декабря — Филипп I Тарентский (53), титулярный император Константинополя (как Филипп II), деспот Эпира, князь Албании, князь Ахейи (как Филипп II) и Таранто, сеньор Дураццо.
- 30 декабря — Бернар Ги — французский инквизитор, епископ Лодева (1324—1331), писатель.

## Дата неизвестна или требует уточнения
- Александр Васильевич — князь Суздальский (1309—1331), Великий князь Владимирский (1328—1331)
- Алина де Браоз — баронесса-консорт Моубрей (1298—1322), жена Джона Моубрея, 2-го барона Моубрей.
- Томас Арседен, английский рыцарь, барон Арседен (с 1321).
- Артико Франджипани[итал.] — епископ Конкордия (1317—1331)
- Беатриса Савойская — дочь графа Савойского Амадея V — герцогиня-консорт Каринтии и Крайны (1328—1331), как жена Генриха Хорутанского
- Бернард Килуиннингский[англ.] — епископ Содора и Мэна (1327 x 1328–1331), канцлер Шотландии (1306 x 1308–1328).
- Джон Го́вард I, английский землевладелец из Ист-Уинча (Северный Норфолк), шериф Норфолка и Саффолка (1317/1318—1320, 1321—1322).
- Беатриса д’Ирсон, французская дворянка из рода д’Ирсонов, придворная дама графини Маго Артуа.
- Джин III[англ.] — граф Дрё (1329—1331)
- Елизавета Сербская — дочь короля Сербии Стефана Драгутина, банесса-консорт Боснии (1283—1314), жена Степана Котромана.
- Жанна де Гин, графиня Гина (с 1295).
- Иоганн II зу Путлиц[нем.] — епископ Шверина (1322—1331).
- Кинацин, тлатоани государства племени акольхуа с центром в городе Тескоко.
- Матильда де Эно — княгиня Ахейская и Морейская (1313—1318)
- Николай Страсбургский — средневековый богослов, доминиканский монах, преподаватель, духовный писатель, мистик; казнён по обвинению в ереси.
- Франческо I Орделаффи, итальянский кондотьер, сеньор Форли (1315—1331).
- Роберт де Кассель[фр.] — граф де Марль, сеньор Касселя и Варнетона, барон д’Аллюи и де Монмирай
- Сенья ди Бонавентура — итальянский художник.
- Джон Стюарт — шотландский аристократ, 1-й граф Ангус (1329—1331), барон Абернети (1328—1331).
- Эдмунд Плантагенет — 2-й барон Вудсток и 2-й граф Кент (1330—1331).
- Юг де Бувилль, камергер королей Франции Филиппа IV и Людовика X.